# 에두아르 멘디
에두아르 오조크 멘디(프랑스어: Édouard Osoque Mendy, 1992년 3월 1일 ~ )는 프랑스 출생 세네갈의 축구 선수로 현재 사우디 프로페셔널리그 알아흘리에서 골키퍼로 뛰고 있다.

## 선수 경력

### 클럽
2011년 프랑스 3부 리그 AS 셰르부르에 입단한 후 2014년까지 리그 26경기를 소화한 뒤 2015년 프랑스 4부 리그 올랭피크 마르세유 B팀에서 8경기를 소화했고 2017년 스타드 드 랭스 이적 후 86경기에 출장하여 2017-18 시즌 2부 리그 우승 및 2018-19 1부 리그 승격에 이바지했다.
그리고 2019년 스타드 렌으로 트레이드되어 34경기를 소화했으며 2020년 9월 24일 계약기간 5년·한화 약 32억원의 계약금을 받고 잉글랜드 프리미어리그의 첼시 FC의 유니폼으로 갈아입자마자 잉글랜드 FA컵 2020-21 준우승을 이끌었고 2020-21년 UEFA 챔피언스리그에서는 12경기 중 무려 9경기에서 무실점(클린시트)을 달성했고 더불어 챔피언스리그 데뷔 시즌 최다 클린시트까지 달성하는 기염을 토하며 첼시의 9년만에 챔피언스리그 우승 및 2021년 FIFA 클럽 월드컵 진출 티켓을 안겨주며 인간승리의 아이콘으로 급부상했다.
이에 랭스 시절 팀 동료로 멘디와도 친분이 깊은 대한민국 국가대표팀 출신인 석현준도 자신의 SNS를 통해 멘디의 개인 첫 챔피언스리그 우승을 축하하는 메시지를 남기기도 했다.
그 후, 2021년 10월 17일 오전 1시 30분(한국시간)에 열린 EPL 8라운드 경기에서 브렌트포드를 상대로 총 6번의 선방을 기록, 이중 페널티 박스 내 선방 5회를 올리며 엄청난 활약을 펼쳐 팀의 1-0 승리를 이끌어냈다. 이에 축구 통계 매체 ‘소파 스코어’는 평점 8.5점을 부여했으며, 이는 팀 내 최고 평점으로 8점을 넘긴 선수는 멘디가 유일했다.
2023년 6월 28일, 사우디 프로페셔널리그의 알아흘리로 이적했다.

### 국가대표팀
2016년 11월 부친의 고향인 기니비사우 국가대표팀 소속으로 포르투갈 프로 팀인 벨레넨세스 SAD와 GD 이스토릴 프라이아와 평가 전을 치렀고 이후 모친의 고향인 세네갈 국가대표팀에 발탁되어 2018년 11월 18일 적도 기니와의 친선 경기에서 국제 A매치 데뷔 전을 치렀으며 2019년 아프리카 네이션스컵 본선에서는 세네갈 국가대표팀의 일원으로 참가하여 팀을 준우승으로 이끌었다.
2022년 1월, 멘디는 카메룬에서 열리는 2021년 아프리카 네이션스컵에 참가할 세네갈 선수단에 포함되었다. 대회 첫 경기인 1월 10일 짐바브웨와의 경기에서, 그는 세네갈의 1-0 승리를 위해 무실점을 기록했다. 조별 리그 이후, 멘디는 세네갈이 결승전에 진출하는 것을 도왔다.  2월 6일, 올림베 경기장에서 열린 이집트와의 결승전에서, 연장전 후 득점 없이 비긴 후, 멘디는 모하나드 라스힌의 스팟킥을 선방했고 승부차기에서 골대를 강타해 세네갈 선수단이 처음으로 우승을 차지했다. 4장의 깨끗한 시트를 유지하는 것을 포함하여, 대회 내내 그의 활약으로, 그는 대회 최고의 골키퍼로 선정되었다.
멘디는 세네갈을 대표하여 2022년 FIFA 월드컵에 참가하였고, 2002년 FIFA 월드컵 이후 처음으로 16강에 진출하였다.
2023년 12월, 멘디는 코트디부아르에서 열린 2023년 아프리카 네이션스컵에 참가할 세네갈 선수단에 이름을 올렸다.

## 수상

#### 스타드 드 랭스(2016~2019)
- 리그 2 : 2017-18

#### 첼시 FC(2020~ )
- UEFA 챔피언스리그 :  2020-21
- UEFA 슈퍼컵 : 2021
- FIFA 클럽 월드컵 : 2021

#### 세네갈
- 아프리카 네이션스컵 : 2021[5]

### 개인
- FIFA 올해의 골키퍼상 : 2021
- UEFA 올해의 골키퍼상 : 2021
- UEFA 챔피언스리그 시즌 스쿼드 : 2020-21
- 아프리카 네이션스컵 최우수 골키퍼 : 2021